# Live at the Apollo (álbum de 1963)
Live at the Apollo é um álbum ao vivo de James Brown e os The Famous Flames, gravado no Apollo Theater no Harlem e lançado em 1963 pela King Records. Em 2003, o álbum foi classificado como número 25 (24 em 2012) pela revista Rolling Stone em sua lista dos 500 melhores álbuns de todos os tempos. Em 2004, foi uma das 50 gravações escolhidas naquele ano pela Biblioteca do Congresso para ser adicionada ao Registro Nacional de Gravações.

## Lançamento e recepção
Live at the Apollo foi gravado na noite de 24 de outubro de 1962 com toda a despesa paga pelo próprio Brown. Embora não sejam creditados nem na capa nem nos selos, o grupo vocal de Brown, os The Famous Flames: (Bobby Byrd, Bobby Bennett e Lloyd Stallworth), tiveram papel importante co-estrelando Live at the Apollo, e são citados pelo M.C. Fats Gonder na introdução do álbum. A gravadora  de Brown, a King Records, originalmente se opôs ao lançamento do álbum, acreditando que um álbum ao vivo sem nenhuma música inédita não seria rentável. O selo finalmente cedeu à pressão de Brown e seu empresário Bud Hobgood.
Para surpresa da King, Live at the Apollo vendia incrivelmente rápido. Passou 66 semanas na parada Billboard Top Pop Albums, atingindo o número 2. Muitas lojas de discos, especialmente no sudeste dos EUA, se acharam incapazes de lidar com a demanda do produto, chegando a encomendar diversas caixas na época. Os disc jockeys de R&B tocavam o lado 1 inteiro, pausando (normalmente para inserir os comerciais) e retornavam tocando todo o lado 2 do álbum. A interrupção ocorria no meio da longa faixa "Lost Someone".

## Legado
Em artigo para a Rolling Stone, o crítico musical Robert Christgau diz que foi um "intérprete impressionante mas convencional" mais neste show do que em suas gravações contemporâneas em estúdio. E escreveu à respeito do álbum:
Gravado em 1962 e com pouco mais de meia hora de duração, não tem o peso que associamos aos álbuns ao vivo, relegando canções importantes para o mesmo medley com 8 canções as fazendo "esquecíveis". Mas não apenas estabeleceu Brown como uma super-estrela do R&B e uma força em vendas, é uma cápsula do tempo, um testamento vivo do chamado chitlin' circuit, agora extingo. A banda é limpa como um terno de seda e como as mulheres adoravam este cantor rude e terno. Não há música em qualquer lugar como a perfeitamente cronometrada e articulada para os gritos das fãs, "Lost Someone" com 10 minutos de duração.
Brown ainda gravaria diversos discos no Apollo no curso de sua carreira, incluindo o álbum de 1968 Live at the Apollo, Volume II (King), de 1971 Revolution of the Mind: Live at the Apollo, Volume III (Polydor) e Live at the Apollo 1995 (Scotti Bros.).
O guitarrista do MC5, Wayne Kramer citou Live at the Apollo como inspiração para Kick Out the Jams "A coisa toda foi baseada em James Brown. Nós escutávamos Live at the Apollo infinitamente usando ácido. A gente escutava o álbum na van nos primeiros dias das faixas 8-pistas no caminho para as festas para nos prepararmos para a festa. Se você tocasse em uma banda em Detroit nos dias antes do The MC5, todo mundo fazia 'Please, Please, Please' e 'I Go Crazy.' Estas eram clássicas. Nós modelamos a apresentação do The MC5 baseado neste disco. Tudo que a gente fazia eram com suor e energia. Era o anti-refinamento. Era para onde estávamos indo conscientemente."

## Relançamentos em CD
Apesar de seu renome e significância histórica, Live at the Apollo não foi relançado em CD até 1990 porque a masterização de áudio do disco original tinha se extraviado e as cópias disponíveis não estavam com a alta qualidade necessária para um lançamento em CD satisfatório. Os masters tapes foram recuperados no final de 1989. Como Harry Weinger escreve no encarte da versão Deluxe Edition (com som remasterizados e diversos takes alternativos) em 2004: "Encontrar a fita master, não a primeira cópia que estava disponível, se tornou uma missão. Foi difícil de encontrar, pois o disco original não indexava as faixas individualmente, o que significava que os títulos não estariam listados de maneira apropriada no banco de dados... Como diria JB Good gawd. Compartilhei esta tristeza com Phil Schaap, o famoso historiador de jazz. Um dia,  Philip estava procurando por uma fita de Max Roach, sua mão parou no que ele pensava ser uma fita master de Max. Puxando a fita da estante, percebeu que, ao contrário tinha uma fita "anônima"-a fita dizia: 'Second Show James Brown'. Estava rubricado com lápis 'GR-CLS-King Records' Gene Redd and Chuck L. Speitz. Phil me entregou dizendo: 'Acho que você precisa ouvir isso."

## Faixas
A lista de faixas aparece como está na reedição de 2004. A versão original de 1962 do álbum não é indexada.
| N.º | Título | Duração |  |
| 1.  | "Introduction to James Brown and The Famous Flames" (by Fats Gonder) | 1:49    |  |
| 2.  | "I'll Go Crazy" | 2:05    |  |
| 3.  | "Try Me" | 2:27    |  |
| 4.  | "Think" | 1:58    |  |
| 5.  | "I Don’t Mind" | 2:28    |  |
| 6.  | "Lost Someone" | 10:43   |  |
| 7.  | "Medley: Please, Please, Please/You've Got the Power/I Found Someone/Why Do You Do Me/I Want You So Bad/I Love You, Yes I Do/Strange Things Happen/Bewildered/Please, Please, Please" | 6:27    |  |
| 8.  | "Night Train" | 3:26    |  |

| faixas bônus da versão Deluxe Edition de 2004 |                                                                           |         |  |
| N.º                                           | Título                                                                    | Duração |  |
| 9.                                            | "Think" (Single Mix, Radio Promo Version)                                 | 2:01    |  |
| 10.                                           | "Medley: I Found Someone/Why Do You Do Me/I Want You So Bad" (Single Mix) | 2:10    |  |
| 11.                                           | "Lost Someone" (Single Mix)                                               | 2:43    |  |
| 12.                                           | "I'll Go Crazy" (Single Mix)                                              | 2:18    |  |

## Créditos
James Brown & The Famous Flames
- James Brown – vocais
- Bobby Byrd – vocais barítono/grave (e teclados em "Lost Someone")
- Bobby Bennett – vocais - primeiro tenor
- Lloyd Stallworth – vocais - segundo tenor

### Banda
- Lewis Hamlin – diretor musical, trompete[17]
- Hubert Perry – baixo
- Clayton Fillyau – bateria
- Les Buie – guitarra, road manager
- Lucas "Fats" Gonder – orgão, MC
- Clifford MacMillan – saxofone tenor
- St. Clair Pinckney – saxofone tenor
- Al "Brisco" Clark – saxofone tenor, saxofone barítono
- William Burgess – saxofone alto
- Dickie Wells – trombone
- Roscoe Patrick – trompete
- Teddy Washington – trompete

### Técnica
- Dan Quest – arte e capa (LP original)
- Hal Neely – notas (capa original)
- Tom Nola – engenheiro de locação
- Chuck Seitz – edição, masterização (LP original)
- Gene Redd – edição (LP original)
- James Brown – produtor